# Hemerophanes
Hemerophanes is een geslacht van vlinders van de familie spinneruilen (Erebidae), uit de onderfamilie Lymantriinae.

## Soorten
- H. diatoma (Hering, 1926)
- H. enos (Druce, 1896)
- H. hypoxantha (Holland, 1893)
- H. larvata (Schultze, 1934)
- H. libyra (Druce, 1896)
- H. litigiosa (Hering, 1926)
- H. xanthopa Collenette, 1954